# Breguet Br.1050 Alizé
Pour les articles homonymes, voir Alizé (homonymie).
Le Breguet Br.1050 Alizé est un avion de lutte anti-sous-marine français, embarqué à bord de porte-avions. Il a été mis en service au début des années 1960 et construit à 89 exemplaires (dont douze exportés en Inde) utilisés jusqu'en septembre 2000 après 330 000 heures de vol et 43 ans de service.

## Conception
Après l'abandon de l'avion d'attaque Breguet Br.960 Vultur, il fut décidé de concevoir un avion de lutte anti-sous-marine à partir de la même cellule, qui avait montré ses qualités. Le turboréacteur arrière du Vultur fut supprimé et remplacé par un radar escamotable, tandis qu'un turbopropulseur Rolls-Royce Dart était installé à l'avant. Le fuselage fut largement modifié, notamment pour permettre d'installer un troisième membre d'équipage, ainsi que les ailes qui reçurent des nacelles encastrées sur les bords d'attaque.
Le second prototype du Breguet Br.960 Vultur fut modifié comme démonstrateur de l'Alizé, afin de permettre de valider certains des choix qui avaient été effectués. Il conservait son moteur Armstrong Siddeley Mamba mais n'avait plus de réacteur, le poste de pilotage était entièrement modifié, les nacelles installées sur les ailes et un radar fixe monté sous le fuselage. Ce fut cependant un piètre démonstrateur, à cause de ses caractéristiques de vol très limitées et de son pilotage difficile.
Le premier des trois prototypes de l'Alizé fit son vol inaugural le 5 octobre 1956. Les premiers essais montrèrent de mauvaises qualités de vol, qui nécessitèrent une longue période de modifications et de mise au point. Le troisième prototype disposait d'un moteur plus puissant, qui sera retenu pour la production en série. Les essais de catapultage et d'appontage furent d'abord réalisés à partir d'installations au sol (mai 1957) puis depuis un bâtiment britannique (le HMS Eagle (R05)) en mars 1958.

## Carrière
Les prototypes furent suivis par deux avions de présérie, et le premier exemplaire de production livré en mars 1959. Entre-temps, la commande initiale de 100 exemplaires avait été réduite à 75. Au total, 89 exemplaires de l'Alizé ont été construits entre 1957 et 1962, dont douze destinés à l'Inde.
En France, les Alizé furent mis en œuvre sur les porte-avions Clemenceau, Foch et Arromanches, mais aussi à terre pour l'entraînement. Ils étaient initialement équipés du radar DRAA-2A (dont la variante DRAA-2B équipa l'avion de patrouille maritime Br.1150 Atlantic) du détecteur de radar ARAR-10A (Mesures de soutien électronique et dont la variante ARAR-10B équipa le Br 1150 Atlantic), de récepteurs de signaux de bouées acoustiques français associés à un dispositif de présentation AN/ASA-26 (tactique Julie et dont la variante AN/ASA-20 équipa le Br 1150 Atlantic). L'Aéronautique navale a modernisé les Alizé à plusieurs reprises. Trente exemplaires furent modifiés en 1964-1965 pour faire évoluer le système d'écoute des bouées sonores et le rendre capable de tirer une torpille Mk-44 en plus de la L4 et le missile anti-surface filoguidé AS-12. Au début des années 1980, 28 appareils furent mis à jour au standard ALM (ALizé Modernisé) avec un nouveau radar à compression d'impulsion Thomson-CSF DRAA-10A Iguane (dont la version DRAA-10B est utilisé sur l'Atlantique 2) d'une portée jusqu'à 200 nautiques sur navire, et capable de détecter un périscope jusqu'à 25 nautiques selon l'état de la mer, un système de navigation OMEGA, de nouveaux récepteurs de bouées acoustiques AN/ARR-52, une modernisation du traitement des signaux émis par les bouées acoustiques actives et l'ajout de 104 cartouches de leurrage IR et EM sous l'aile gauche. La mission ASM initiale évoluant de plus en plus vers la lutte ASF et le guet aérien, un détecteur de radar ARAR-12A, remplaçant l'ARAR-10A originel, sera installé offrant à la Marine une première capacité en attendant l'arrivée des E-2C Hawkeye et du porte-avions nucléaire Charles de Gaulle.
Un autre programme de modernisation au début des années 1990 dota 27 appareils d'un système de leurres, d'un nouveau pilote automatique, dérivé de celui de l'Atlantique 2, et d'une nouvelle avionique. Enfin, en 1996/1997, 15 avions furent dotés d'un système optronique infrarouge Thomson-CSF TTD Chlio. À la suite de ces modifications, l'Alizé fut appelé ALH (Alizé mis à hauteur). Malgré ces améliorations, les Alizé ne pouvaient plus faire face aux sous-marins nucléaires modernes et ils assurèrent des missions de renseignement d'intérêt maritime (ISR) consistant à surveiller les navires de surface. À la fin de 1997, l'Aéronautique navale continuait à utiliser 24 exemplaires pour des surveillances côtières et non plus au large. Le dernier Br.1050 Alizé fut retiré du service le 15 septembre 2000, avec la vente du Foch à la marine brésilienne.
L'Inde a utilisé ses Alizé à partir de bases terrestres mais aussi depuis le porte-avions léger INS Vikrant. Le nombre d'exemplaires en service dans la marine indienne a commencé à diminuer durant les années 1980. L'avion fut relégué à des patrouilles depuis la terre à partir de 1987 et finalement retiré du service en 1991, pour être remplacé par des hélicoptères.

## Engagements
Les Alizé français effectuèrent de nombreuses missions de surveillance maritime au large du Liban dans les années 1980, puis dans le golfe Persique durant l'opération Salamandre. L'Alizé fut utilisé pendant les opérations de la guerre du Kosovo avec l'OTAN au printemps 1999, à partir du porte-avions Foch.
Un incident de tir a lieu le 24 octobre 1989, lorsqu'un appareil tire une salve de roquettes sur le remorqueur de la marine française Le Fort, confondu avec un navire-cible, causant un mort et trois blessés.
Les Alizé indiens furent utilisés pour des missions de reconnaissance et de patrouille pendant l'Invasion de Goa en décembre 1961. Ils furent aussi utilisés pour des missions de lutte anti-sous-marine pendant la troisième guerre indo-pakistanaise en 1971. Durant ce conflit, un Alizé fut abattu par un F-104 Starfighter de l'armée de l'air pakistanaise.

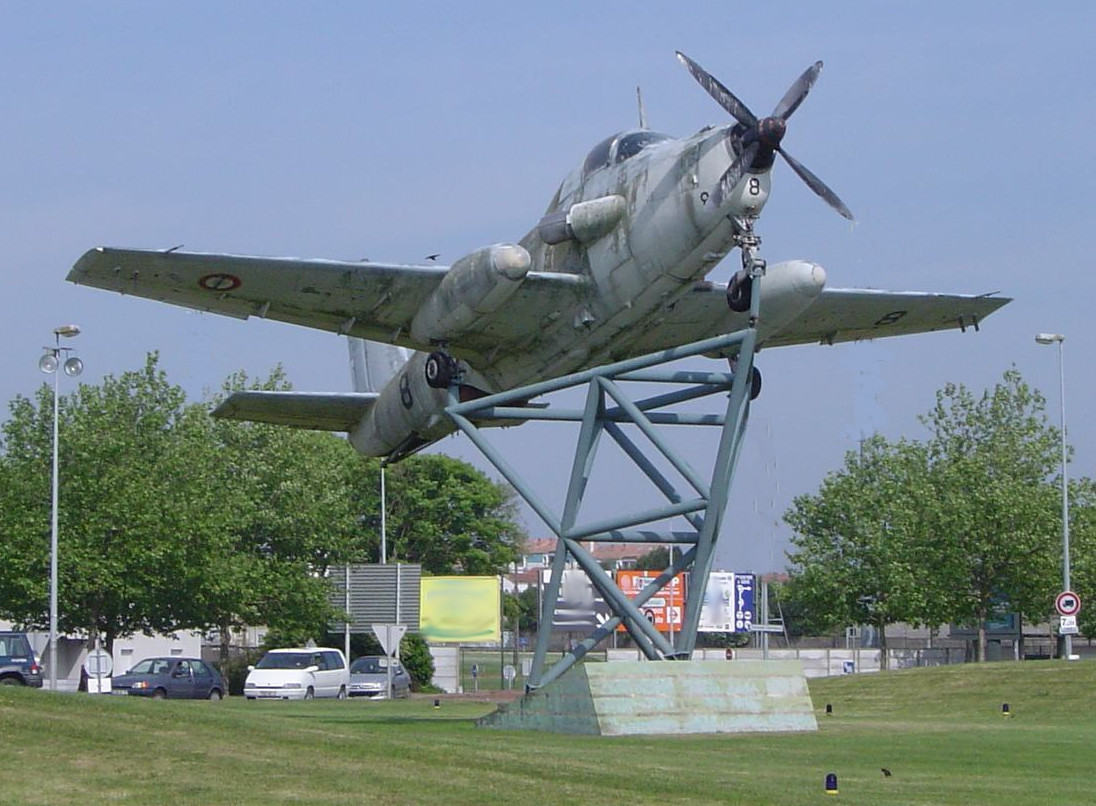
Breguet Alizé sur rond-point à Rochefort (17) (accès au musée de l'aéronautique navale)

## Accidents
- Le 5 février 1960, perte de l'avion de présérie no 05 sur le porte-avions Arromanches, l'équipage est sauvé par un hélicoptère de l'escadrille 23S[4].
- Le 6 avril 1960 survient le premier accident aérien du porte-avions Clemenceau. Le sauvetage de l'équipage de l'Alizé no 2 du CEPA est assuré par un hélicoptère de l'escadrille 23S[4].
- Le 26 septembre 1962, l'équipage de l'Alizé no 77 de la flottille 4F du porte-avions Clemenceau est récupéré par un hélicoptère de l'escadrille 23S[4].
- Le 11 avril 1964 crash de l'Alizé no 29 de la flottille 6F à Collias (Gard).
- Le 4 mai 1964 crash de l'Alizé no 61 de la flottille 4F.
- Le 15 février 1965 crash de l'Alizé no 54 à Fréjus. Il y a eu deux victimes:le lieutenant de vaisseau Leflaive et l'enseigne de vaisseau de 1ère classe Menu (Cette information est issue du livre de Christophe Touzet :"40 ans d'histoire de l'aviation embarquée" (achevé d'imprimer en août 2015) page 128 et page 269 en haut à gauche).
- Le 13 juillet 1965 crash de l'Alizé no 39.
- Le 4 septembre 1965 crash de l'Alizé no 6 de la 9F à la suite d'un incendie moteur.
- En mai 1966 crash de l'Alizé no 32 de la 9F à Ajaccio.
- Le 7 septembre 1966 crash de l'Alizé no 46 en mer qui a fait une victime le premier maître navigateur aérien Prioux de la flottille 4F. Cette information est issue du livre de Christophe TOUZET :"40 ans d'histoire de l'aviation embarquée"(achevé d'imprimer en août 2015) page 128.
- Le 25 octobre 1967 crash de l'Alizé no 58 de la flottille 6F.
- Le 10 novembre 1967 crash de l'Alizé no 23 de la flottille 9F (problèmes moteur en mer ayant conduit à un amerrissage (ditching)).
- Le 12 juin 1969 crash de l'Alizé no 57 de la flottille 4F en mer au large de l'île de Groix à la suite d'une panne moteur.
- Le 3 décembre 1969 crash de l'Alizé no 38.
- Le 13 janvier 1970 crash de l'Alizé no 70 de la flottille 4F au décollage. Pris dans le souffle de l'avion qui le précède, l'appareil est déséquilibré et s'écrase finalement sur la base de Lann Bihoué.
- Le 9 mars 1970, l'Alizé no 20 de la flottille 4F est détruit à Hyères à cause d'un feu survenu à la suite d'un atterrissage trop brutal.
- Le 30 juin 1970, crash de l'Alizé no 35.
- Le 9 février 1972, pendant une sortie d'entraînement individuel survient un accrochage sur le pont du porte-avions Clemenceau entre deux Alizé au cours d'un catapultage de nuit. Les deux appareils endommagés, mais sans conséquence pour le personnel.
- Le 20 octobre 1973, crash de l'Alizé no 74.
- Le 30 novembre 1976, crash de l'Alizé no 75.
- Le 24 octobre 1980, le crash de l'Alizé no 44 à l'atterrissage près d'Hyères-Le Palyvestre (83) fait deux victimes.
- Le 16 avril 1981, l'Alizé no 37 s'écrase au sol au cours d'une mission à basse altitude dans le département du Lot, à Castelnau-Montratier, faisant deux victimes (l'enseigne de vaisseau de 1ère classe Rémy Basset le pilote et le premier-maître Delas le navigateur aérien. Le premier-maître Cartier le radariste a été grièvement brulé et a été extrait de l'avion en flammes par un agriculteur témoin de l'accident. Cette information est issue du livre de Christophe Touzet : 40 ans d'histoire de l'aviation embarquée (achevé d'imprimer en août 2015) page 239 en haut à gauche.
- Le 27 mai 1982, un hélicoptère Pedro de l'escadrille 23S récupère en un temps record l'équipage de Alizé no 28 (1er Alizé modernisé) abîmé en mer après son catapultage du porte-avions Foch[4].
- Le 13 juin 1982 crash de l'Alizé no 69.
- Le 15 février 1984, un Alizé du porte-avions Clemenceau en mission est atteint par un missile sol-air vraisemblablement syrien mais rentre à bord sans dommage important.
- Le 28 mai 1985, un Alizé (no 68) en présentation à l'appontage percute la mer sur l'arrière du porte-avions Clemenceau. Le pilote est porté disparu, les trois autres membres de l'équipage sont sauvés. La bande dessinée L'énigme W publiée en 1986 aux éditions Fleurus est dédiée à la mémoire de Marc Li Sen Lie, enseigne de vaisseau de 1re classe, pilote disparu en mer aux commandes de son Alizé.
- Le 22 mai 1986 : amerrissage de l'Alizé no 42 à la suite de l'explosion d'une roquette.
- Le 20 novembre 1990, l'Alizé no 73 amerrit en urgence à la suite d'une collision en vol avec l'Alizé no 12 ; ce dernier parviendra à se poser à Nice. Un hélicoptère de l'escadrille 23S participe à partir du Clemenceau aux opérations de recherche et sauvetage de l’Alizé no 73[4].
- Le 3 octobre 1991, l'Alizé no 87 s'écrase de nuit après une remise de gaz après un appontage sans avoir pris les brins (bolter). L'avion est perdu. Le pilote et le radariste sont indemnes, mais le navigateur est blessé. Il est ensuite héliporté vers l'hôpital Sainte-Anne de Toulon.
- Le 14 décembre 1995, un Alizé (no 36) de la flottille 6F de retour de mission sur le porte-avions Clemenceau réalise un amerrissage forcé à la suite d'une avarie grave de son moteur. L'aéronef coule et est perdu. Son équipage est sain et sauf.
- Le 12 janvier 1998, l'Alizé no 64 de la flottille 6F alors en entraînement piste de nuit s'écrase à la suite d'une alerte incendie à bord obligeant l'équipage à couper l'arrivée carburant pour éviter le feu moteur. L'avion de "faible portance" à environ 3 km de la piste a été contraint à un atterrissage forcé sur une route à proximité de la base aéronavale de Nîmes-Garons. L'atterrissage fut correctement réalisé mais la route comportait un rond-point. L'avion a percuté le rond-point, partiellement redécollé. Il finit par percuter une voiture arrivant dans le sens opposé de l'atterrissage : trois morts (deux membres d'équipage et le conducteur de la voiture). Un survivant de l'avion, l'opérateur radar en 3eme position dans l'avion, a été retrouvé sans blessure grave à une centaine de mètres du crash.

## Préservation

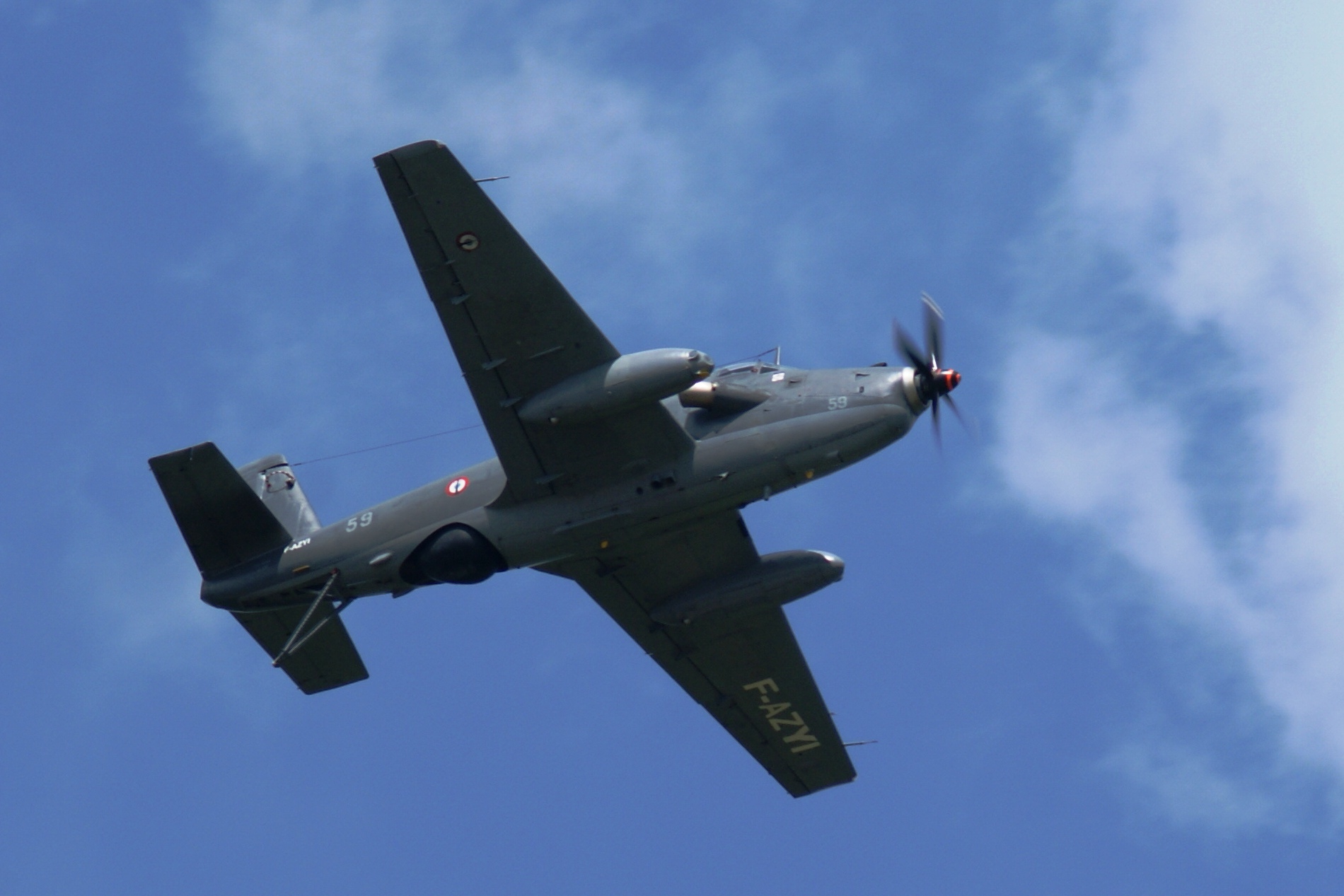
Breguet Br.1050 Alizé no 59 immatriculé F-AZYI présenté en vol au meeting de la Ferté-Alais 2015.

Le Musée de l'air et de l'espace préserve dans ses collections l'Alizé no 10. L'appareil est arrivé en 1979, et en 2013 il était stocké dans les réserves. Le musée aéronautique de Savigny-lès-Beaune de son côté expose le prototype no 4. Il est à noter que le no 59 a été remis en état de vol sous l'immatriculation F-AZYI. Il s'agit de l'unique Alizé civil enregistré en 2013. Le musée de l'aviation de Lyon-Corbas (Rhône) expose le no 47.
L'Alizé no 5 est en cours de restauration par les Ailes Anciennes Toulouse.
L'Alizé n°49 est exposé au Musée de l'avion de chasse européen de Montélimar. 
Liste :
01 - Ferraillé

02 - Ferraillé

03 - Ferraillé

04 - Musée Savigny-lès-Beaune

05 - Crash le 03/02/1960

1 - Rochefort Soubise

2 - Crash le 06/04/1960

3 - Ferraillé

4 - Musée de l’aéronautique navale, ANAMAN Rochefort (Charente-Maritime)

5 - Ailes Anciennes Toulouse, Blagnac (Haute-Garonne)

6 - Crash le 04/09/1965

7 - Ferraillé

8 - Rond Point Albert Bignon, Rochefort (Charente-Maritime)

9 - Ferraillé

10 - Musée de l'air et de l'espace du Bourget, Dugny (Seine-Saint-Denis)

11 - Ferraillé

12 - Ferraillé

13 - Ferraillé

14 ou IN 213 - Alizé indien, localisation inconnue

15 - Musée de l’aéronautique navale, ANAMAN Rochefort (Charente-Maritime)

16 - Ferraillé

17 - Ferraillé

18 ou IN 214 - Alizé indien, localisation inconnue

19 - Ferraillé

20 - Crash le 09/03/1970

21 - Ferraillé

22 - EPPE Hyères (école du personnel de pont d'envol), BAN de Hyères

23 - Crash le 10/11/1967

24 - Ferraillé

25 - Ferraillé

26 - Ferraillé

27 - Ferraillé

28 - Crash le 27/05/1982

29 - Crash le 11/03/1964

30 - Ferraillé

31 - Ferraillé

32 - Crash le 16/04/1981 ?

33 - Ferraillé ?

34 - Ferraillé, fuselage encore visible à Cuers (décapé). A servi pour le maquettage ALM

35 - Crash le 30/06/1970

36 - Crash le 14/12/1995

37 - Crash le 16/04/1979

38 - Crash le 03/12/1969

39 - Crash le 13/07/1965

40 - Ferraillé

41 - Ferraillé

42 - Crash le 22/05/1986

43 - Ferraillé

44 - Crash le 24/10/1980

45 - Ferraillé

46 - Crash le 07/09/1966

47 - EALC Lyon Corbas

48 - CHAN, BAN de Nîmes Garons

49 - Musée de l'aviation de Chasse, Montélimar

50 - CAEA Bordeaux

51 - Ferraillé
52 - Ferraillé

53 - Ferraillé

54 - Crash le 15/02/1965

55 - Musée des amis de la 5ème escadre, Orange

56 - Ferraillé

57 - Crash le 12/06/1969

58 - Crash le 25/10/1967

59 - Nîmes Garons (en état de vol), immatriculé F-AZYI (récemment)

60 - Ferraillé

61 - Crash le 04/05/1964

62 ou IN 201 - Alizé indien, localisation inconnue

63 ou IN 202 - Musée en Inde

64 - Crash le 12/01/1998

65 - Ferraillé

66 ou IN 203 - Alizé indien, abattu par un F-104 pakistanais le 10/12/1971

67 ou IN 204 - Alizé indien, musée

68 - Crash le 28/05/1985
69 - Crash le 13/06/1982

70 - Crash le 13/01/1970

71 ou IN 205 - Alizé indien, localisation inconnue

72 - Crash le 05/12/1963

73 - Crash le 20/11/1990

74 - Crash le 20/10/1973

75 - Crash le 30/11/1976

76 - Ferraillé

77 - Crash le 26/09/1962

78 ou IN 206 - Alizé indien, Naval institute of aviation technology

79 ou IN 207 - Alizé indien, localisation inconnue

80 - Ferraillé, fuselage encore visible à Cuers

81 ou IN 208 - Alizé indien, localisation inconnue

82 ou IN 209 - Alizé indien, conservé sur le porte avions Vikrant démoli en 2015

83 ou IN 210 - Crash le 25/09/1986

84 ou IN 211 - Crash le 20/07/1974

85 ou IN 212 - Alizé indien, conservé sur le porte avions Vikrant démoli en 2015

86 - Pot de fleur sur la BAN de Lann Bihoué

87 - Crash le 03/10/1991
Au moins 21 appareils sont conservés uniquement en France et en Inde.

## Autres caractéristiques

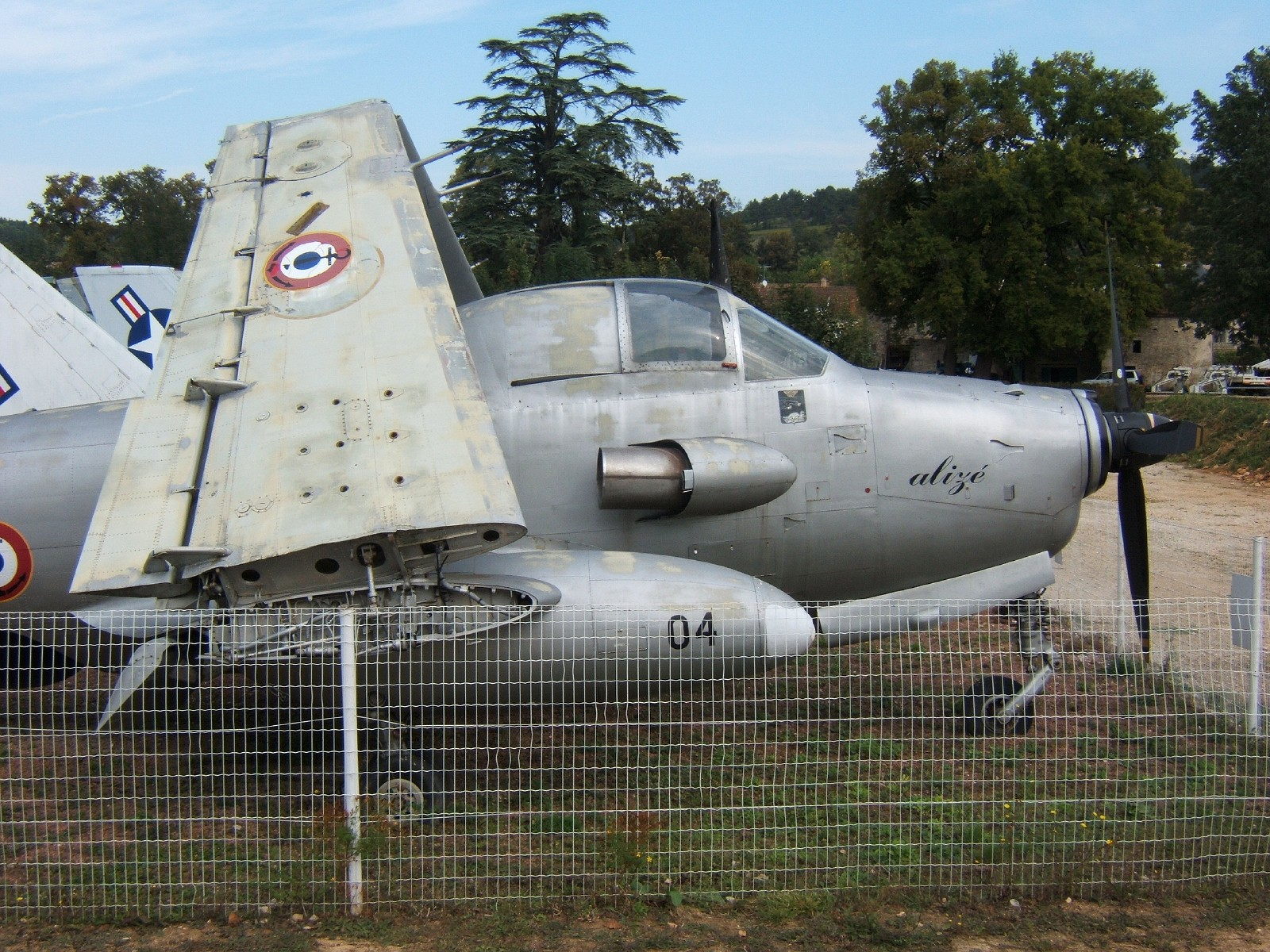
Un Alizé avec ses ailes repliées.

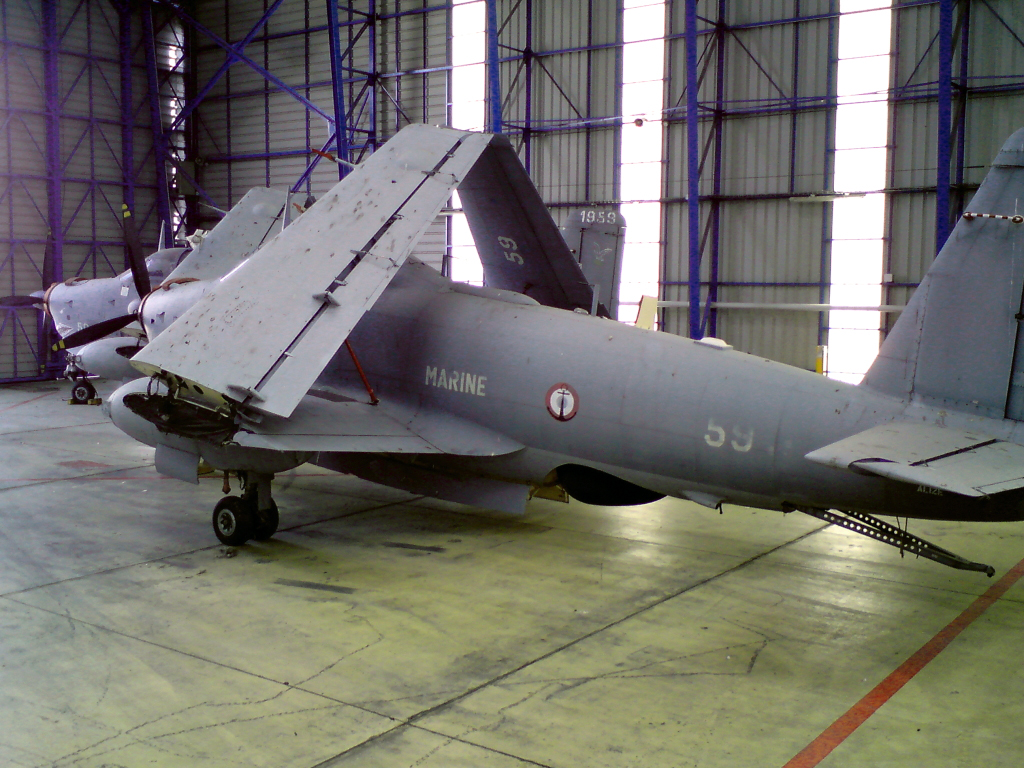
L'Alizé no 59, seul appareil actuellement en état de vol.

Le turbopropulseur choisi était réputé manquer de puissance pour l'appareil, à 15 000 pieds, la vitesse de décrochage n'était dépassée que de 20 à 30 nœuds, ce qui ne facilitait pas le pilotage. L'autonomie, accrue par l'adjonction d'une troisième roue d'aubes à la turbine du moteur, était de 4 h 45 min à la vitesse moyenne de 144 nœuds.
Le Breguet Alizé est un avion conventionnel à ailes basses. Il a un radar dont l'antenne se rétracte dans le ventre de l'appareil. En service normal, l'équipage comprend trois personnes : un pilote (avant gauche), un navigateur (avant droit) assurant les fonctions d'opérateur acoustique, un opérateur pour le radar et les autres systèmes de détection (à l'arrière dans le sens inverse au vol). Un quatrième membre d'équipage, ou un passager, peut être embarqué à l'arrière en remplaçant le siège monoplace par un biplace. Le train d'atterrissage est à configuration tricycle, le train principal se rétractant vers l'avant dans les nacelles des ailes. Les jambes principales ont chacune deux roues. La partie avant des nacelles contient les bouées acoustiques.
La soute interne ventrale a été conçue initialement pour l'emport d'une torpille L4 ou des grenades ASM Mk 54. Elle peut contenir des conteneurs SAR et un réservoir supplémentaire de 500 litres, portant l'autonomie à 4 h 45 min (1 268 km franchissables). Les points d'attache sous les ailes peuvent recevoir des grenades anti-sous-marines, des bombes, des roquettes ou des missiles. Une configuration type inclut des paniers de roquettes de 68 mm ou des missiles anti-navires filoguidés AS.12. Des bouées acoustiques sont emportées sur des échelles de largage dans les ballonnets de voilure.

## Utilisateurs
- France
- Inde